# Saint-Louis-lès-Bitche
Pour les articles homonymes, voir Saint-Louis.
Ne pas confondre avec Saint-Louis, commune du canton de Phalsbourg.
Saint-Louis-lès-Bitche (Minzdal en francique rhénan) est une commune française du département de la Moselle en région Grand Est.
Village rural de Lorraine, du pays de Bitche et du bassin de vie de la Moselle-est, Saint-Louis-lès-Bitche est situé à 10,8 km de Bitche et à 53,6 km au nord-ouest de Strasbourg, dans le terroir du parc naturel régional des Vosges du Nord. Au niveau intercommunal, la municipalité est intégrée dans la communauté de communes du Pays de Bitche qui regroupe 46 localités autour de Bitche. En 2022, la population légale est de 463 habitants, appelés les Ludoviciens et Ludoviciennes.
Le village est surtout connu pour sa cristallerie Saint-Louis et son musée du cristal qui peuvent être visités : les fours, la taillerie, la lustrerie, le magasin d'usine.
La verrerie à l'origine du village est fondée en 1586. Dépendante du comté de Bitche, la localité est à l'époque la propriété des ducs de Lorraine. Durant la guerre de Trente Ans, la population souffre des multiples passages de troupes et sort du conflit exsangue et décimée. Le village devient français en 1766 sous Louis XV avec le rattachement du duché de Lorraine au royaume de France. Comme le reste de la Moselle, Saint-Louis devient allemand durant la période du Reichsland (1871-1918) puis lors de l'occupation nazie (1940-1945).

## Géographie

### Localisation et communes avoisinantes
Située à l’est du département de la Moselle, la commune de Saint-Louis-lès-Bitche appartient au canton de Bitche et à l’arrondissement de Sarreguemines.
À vol d'oiseau, Saint-Louis se situe à 53,6 km au nord-ouest de Strasbourg, chef-lieu de région, à 86,1 km à l'est de Metz, chef-lieu de département, à 24,8 km au sud-est de Sarreguemines, chef-lieu d'arrondissement et à 9,6 km au sud-ouest de Bitche, chef-lieu du canton et de la communauté de communes du Pays de Bitche.
|           | Enchenberg             | Lemberg      |
| Montbronn | Saint-Louis-lès-Bitche | Goetzenbruck |
| Soucht    | Meisenthal             |              |

### Présentation du ban communal
En pays couvert, dans un vallon encaissé creusé par le ruisseau de Saint-Louis et ses affluents, le village est une création récente liée à l'installation de la verrerie et à un défrichement tardif.

### Géologie et relief
Au sortir de la forêt de Dürrenwald, la route venant de Lemberg débouche sur un profond vallon. Ce site exceptionnel est occupé par la cristallerie et les maisons ouvrières, l'église paroissiale surplombant la vallée. Imbriqués les uns dans les autres, les bâtiments industriels, construits tout au long du XIXe siècle, se rattachent à l'architecture régionale plus qu'à l'architecture industrielle, par leurs toits de tuiles à longs pans et croupes et l'emploi de matériaux locaux tels que le moellon crépi et le grès appareillé.

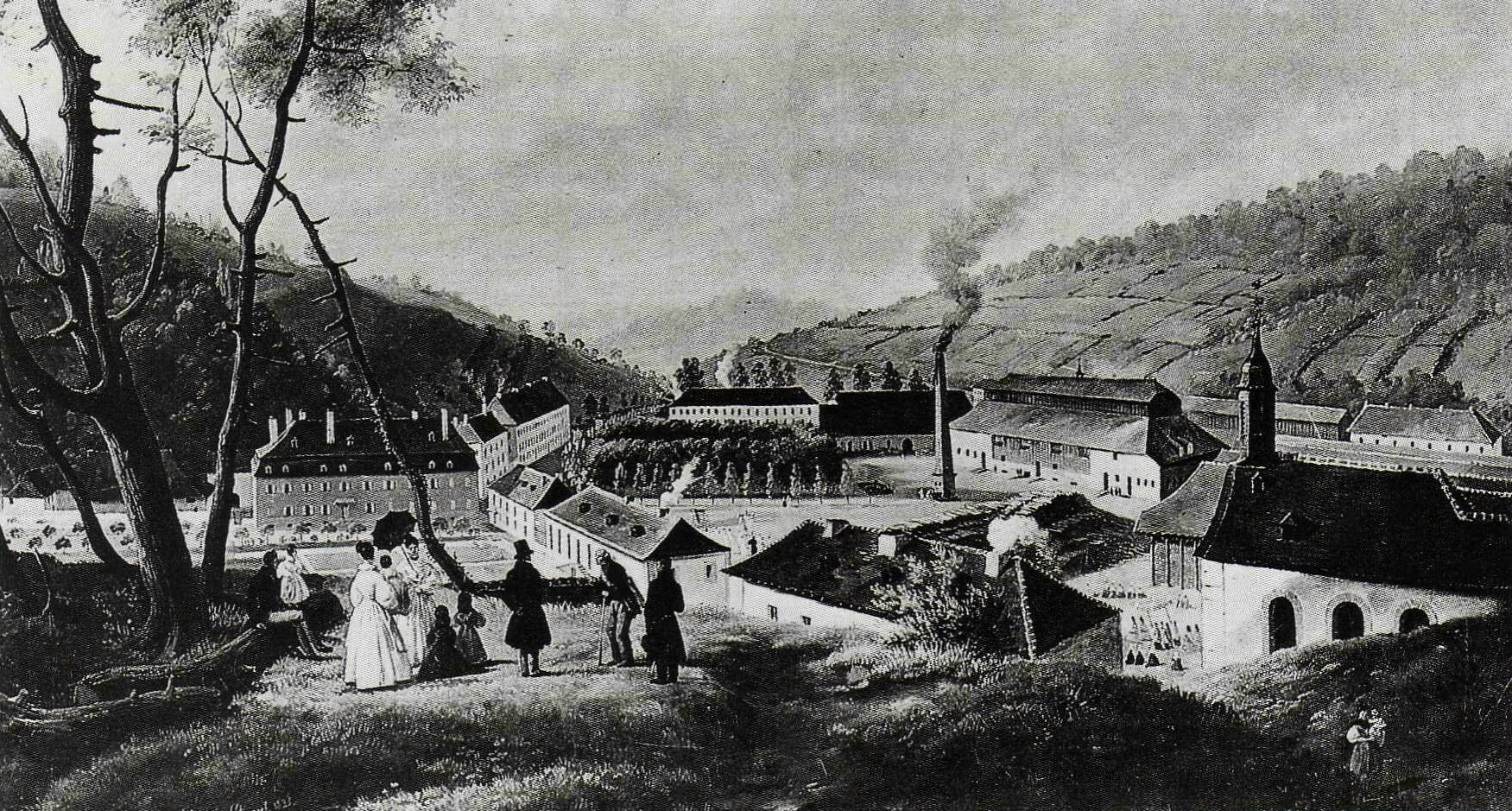
Tableau d'Édouard Pingret de 1836 donnant une vue générale de l'usine.

Les cités et les maisons ouvrières ont envahi tout l'espace disponible autour de la cristallerie, jusque dans les vallons adjacents et sur les flancs du coteau au nord-ouest. Dans la rue Didierjean, au nord de l'usine, se font face des immeubles et des dépendances toutes construites sur le même modèle, destinées à abriter les chèvres, le petit matériel agricole, le fourrage et le bois de chauffage.
La commune se compose de 45,58 hectares de territoires artificialisés (10,02 %), 49,91 hectares de territoires agricoles (10,97 %) et 359,39 hectares de forêts et milieux semi-naturels (78,99 %).
Espaces naturels :
- Trois espaces protégés hors Natura 2000 :

Réserve de Biosphère, zone tampon,
Réserve de Biosphère, zone de transition,
Parc naturel régional.
- Une zone naturelle d'intérêt écologique, faunistique et floristique (Znieff) :

Ruisseaux de Saint-Louis-lès-Bitche.

### Sismicité
Commune située dans une zone de sismicité faible.

### Hydrographie et les eaux souterraines
La commune est située dans le bassin versant du Rhin au sein du bassin Rhin-Meuse. Elle est drainée par le ruisseau le Grentzbach et le Klabach.
Le Grentzbach, d'une longueur totale de 21,2 km, prend sa source dans la commune de Goetzenbruck et se jette dans l'Eichel à Waldhambach, après avoir traversé neuf communes.

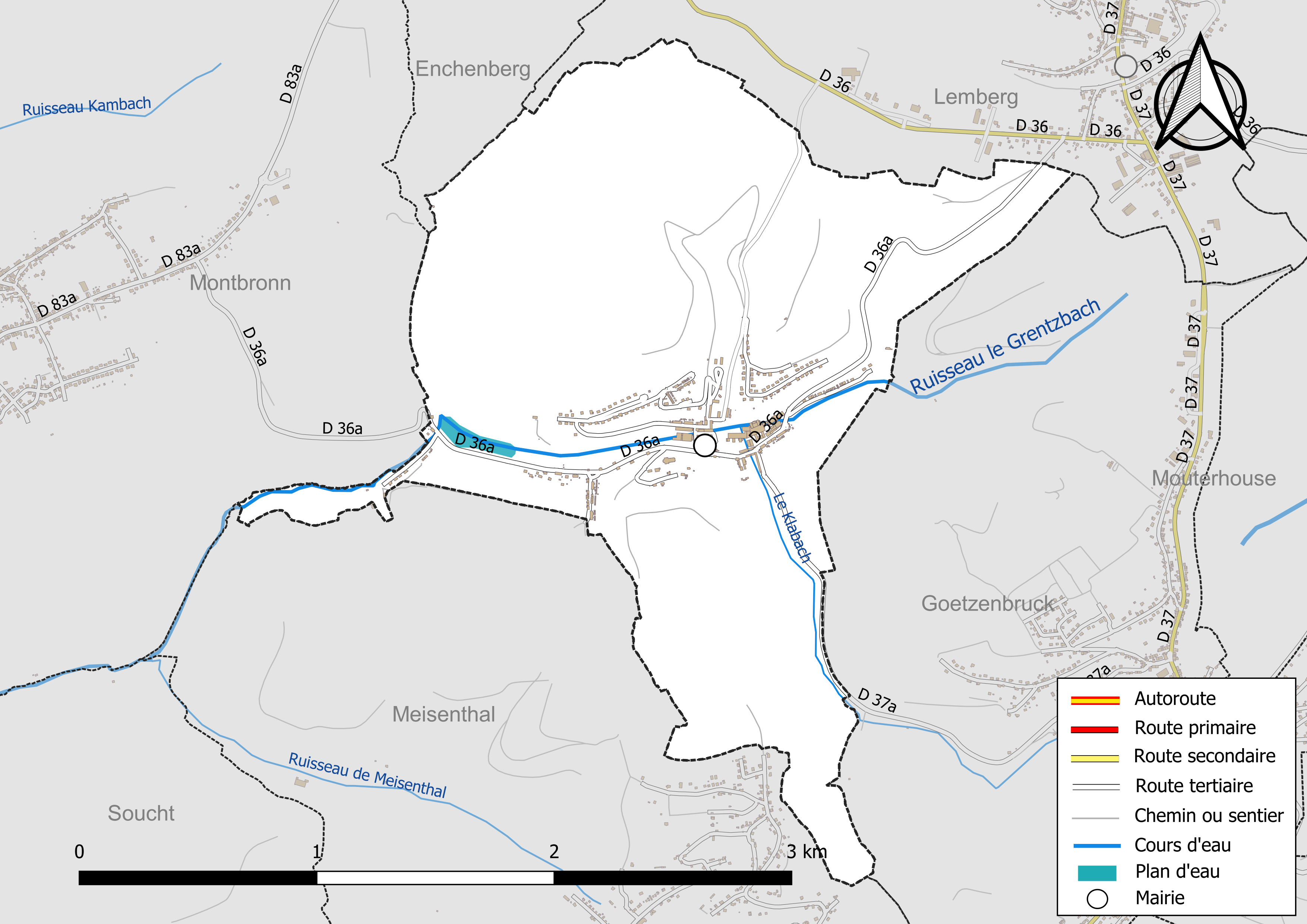
Réseaux hydrographique et routier de Saint-Louis-lès-Bitche.

La qualité des eaux des principaux cours d’eau de la commune, notamment du ruisseau le Grentzbach, peut être consultée sur un site dédié géré par les agences de l’eau et l’Agence française pour la biodiversité.

### Climat
Pour des articles plus généraux, voir Climat du Grand Est et Climat de la Moselle.
En 2010, le climat de la commune est de type climat des marges montargnardes, selon une étude du Centre national de la recherche scientifique s'appuyant sur une série de données couvrant la période 1971-2000. En 2020, Météo-France publie une typologie des climats de la France métropolitaine dans laquelle la commune est exposée à un climat semi-continental et est dans la région climatique Vosges, caractérisée par une pluviométrie très élevée (1 500 à 2 000 mm/an) en toutes saisons et un hiver rude (moins de 1 °C).
Pour la période 1971-2000, la température annuelle moyenne est de 9,8 °C, avec une amplitude thermique annuelle de 16,9 °C. Le cumul annuel moyen de précipitations est de 999 mm, avec 12,5 jours de précipitations en janvier et 10,1 jours en juillet. Pour la période 1991-2020, la température moyenne annuelle observée sur la station météorologique de Météo-France la plus proche, « Mouterhouse », sur la commune de Mouterhouse à 7 km à vol d'oiseau, est de 10,1 °C et le cumul annuel moyen de précipitations est de 954,2 mm. 
La température maximale relevée sur cette station est de 40,4 °C, atteinte le 25 juillet 2019 ; la température minimale est de −23 °C, atteinte le 13 janvier 1987,,.
Les paramètres climatiques de la commune ont été estimés pour le milieu du siècle (2041-2070) selon différents scénarios d'émission de gaz à effet de serre à partir des nouvelles projections climatiques de référence DRIAS-2020. Ils sont consultables sur un site dédié publié par Météo-France en novembre 2022.

### Voies de communications et transport

#### Réseau routier
Au sud du Pays de Bitche, Saint-Louis semble isolé des grands axes routiers. Pourtant, la commune se situe bien à proximité d’un réseau dense de voies de communication.
En effet, Saint-Louis est au sud du triangle Rohrbach-lès-Bitche (9 km au nord) - Bitche (10 km au nord-est) - Sarre-Union (20 km au sud-ouest). Ces trois bourgs sont très bien desservis par des routes à grande circulation.
Saint-Louis se raccorde à la RN62 (Sarreguemines-Bitche-Haguenau) à Petit-Réderching, via Enchenberg et la route départementale RD36.
La liaison vers Bitche s’effectue par la route départementale RD37 via Lemberg et vers Sarre-Union et l’échangeur de l’autoroute A4 (vers Metz ou Strasbourg) par la RD83 à Montbronn.
La commune en elle-même est traversée par la RD36A qui relie Montbronn à Lemberg ainsi que par la RD37A qui vient de Goetzenbruck au sud.

#### Transports en commun
Le village disposait autrefois d'une gare, qui fut de 1897 à 1971 le terminus d'une ligne de chemin de fer allant à Wingen-sur-Moder. Elle est aujourd'hui désaffectée. La ligne de chemin de fer Sarreguemines-Bitche desservait de 1869 à 2014 les gares ferroviaires des communes voisines d'Enchenberg et de Lemberg. Cette ligne ferroviaire étant désaffectée depuis 2014, ces gares sont maintenant desservies par une liaison d'autocars TER Lorraine. De nos jours, la gare ferroviaire SNCF la plus proche est la gare de Wingen-sur-Moder, en service depuis 1895 sur la ligne Sarreguemines-Strasbourg.
Des ramassages vers le collège de Lemberg et vers les lycées et collège de Bitche sont organisés lors des périodes scolaires.

#### Réseau aérien
L’aéroport de Sarrebruck-Ensheim se situe à 47,5 km (liaison avec les grandes villes allemandes), celui de Strasbourg-Entzheim à 71,8 km (liaison avec les grandes villes françaises et européennes). L’aéroport international de Francfort est distant de 202 km du village. L’aéroport de Deux-Ponts (à 37,5 km) qui offrait des liaisons quotidiennes vers Berlin et Majorque n'est plus exploité depuis  octobre 2014.

## Urbanisme

### Typologie
Au 1er janvier 2024, Saint-Louis-lès-Bitche est catégorisée commune rurale à habitat dispersé, selon la nouvelle grille communale de densité à sept niveaux définie par l'Insee en 2022.
Elle est située hors unité urbaine et hors attraction des villes,.

### Occupation des sols
L'occupation des sols de la commune, telle qu'elle ressort de la base de données européenne d’occupation biophysique des sols Corine Land Cover (CLC), est marquée par l'importance des forêts et milieux semi-naturels (78,8 % en 2018), en diminution par rapport à 1990 (91,1 %). La répartition détaillée en 2018 est la suivante :
forêts (78,8 %), terres arables (10,6 %), zones urbanisées (10,1 %), zones agricoles hétérogènes (0,6 %). L'évolution de l’occupation des sols de la commune et de ses infrastructures peut être observée sur les différentes représentations cartographiques du territoire : la carte de Cassini (XVIIIe siècle), la carte d'état-major (1820-1866) et les cartes ou photos aériennes de l'IGN pour la période actuelle (1950 à aujourd'hui).

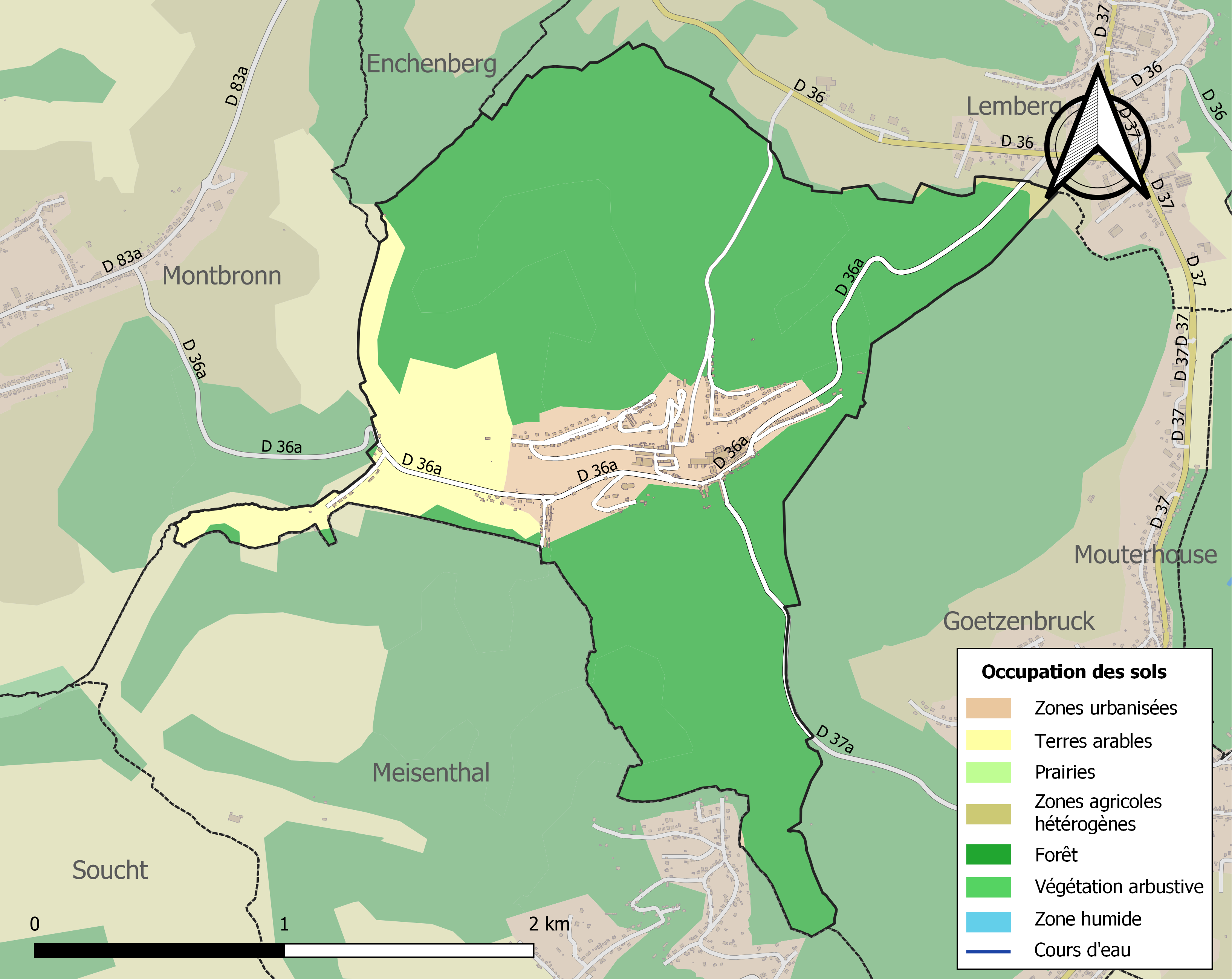
Carte des infrastructures et de l'occupation des sols de la commune en 2018 (CLC).

## Toponymie

### Village
- Anciennes mentions[26],[27],[28] : Munzthal (littéralement la vallée des moines[29]) (1681) ; Monstal (1690) ; Monsthal (1692) ; Monstal (1696) ; Monsthal (1743) ; Muntedahl (1749) ; Müntzhall (1756) ; Saint-Louis (1844) ; Münsthal (1869).
- En francique lorrain : Minzdal. En allemand : Münzthal.
- Sobriquet des habitants : Minzdaler Scheissdaïwle, « les démons de la chiasse de Saint-Louis » ou Minzdaler Schissere, conséquences de l'épidémie de dysenterie qui eut lieu dans la municipalité à la fin du XVIIe siècle[30].

### Écarts
- Langlach, hameau aujourd'hui englobé par le village. Il est mentionné pour la première fois en 1859 et se situait sur l'actuelle place Lasalle.
- Mühl, un village disparu au lieu-dit Münzthaler Muehle (moulin de Saint-Louis-lès-Bitche), mentionné à partir de 1727. Ses maisons sont démolies en 1898 pour faire place à la nouvelle gare.
- Münzthal, hameau à l'origine du village et de sa verrerie.

### Lieux-dits
Reflet du long passé linguistique allemand du pays de Bitche, les micro-toponymes ruraux (ou lieux-dits cadastraux) ne sont pas en français mais en allemand. On compte notamment :

## Histoire

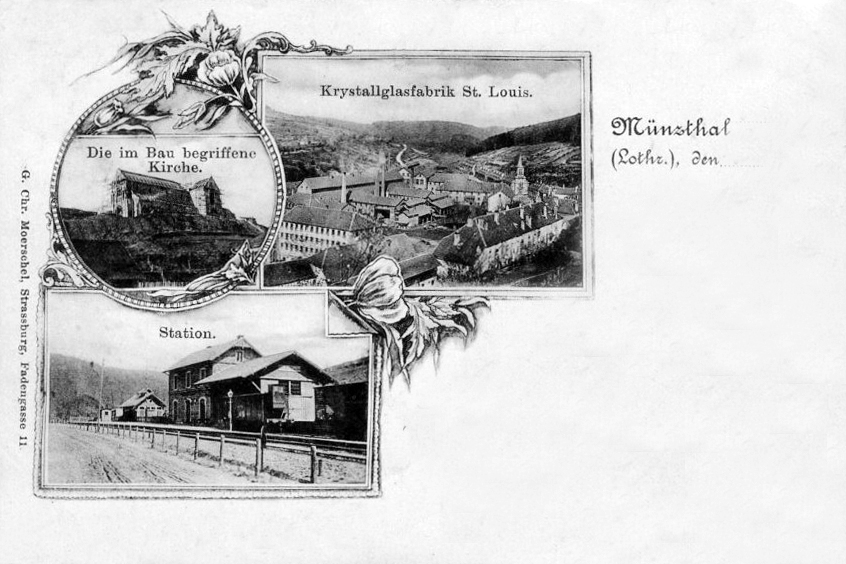
Vers 1900, la cristallerie et la gare de la ligne de Wingen-sur-Moder à Saint-Louis-lès-Bitche et frontière.

L'origine du village de Saint-Louis provient de l'établissement d'une première verrerie au lieu-dit Münzthal (Mönchthal), la vallée des moines, en 1586. Elle s'explique par l'abandon de la verrerie d'Holbach l'année précédente. La guerre de Trente Ans provoque des ravages dans la région et la verrerie cesse ses activités au milieu du XVIIe siècle. En 1767, deux avocats à la Cour souveraine de Lorraine et Barrois, René-François Jolly et Pierre-Étienne Ollivier, obtiennent l'autorisation du roi Louis XV de ressusciter l'ancienne industrie. Elle portera le titre de verrerie royale et sera placée sous le vocable de Saint Louis, en souvenir de Louis IX. Autour des fours s'élèvent au fur et à mesure des années une chapelle, des logements pour les maîtres, les ouvriers et les fermiers, un moulin, une scierie et une platinerie.
En 1781, les nouvelles verreries royales de Saint-Louis sont parmi les premières sur le continent à mettre au point le cristal, dont l'Angleterre détenait le monopole depuis son invention en 1627 à Newcastle et que Sébastien Zoude produisait à Namur dès 1761.
La verrerie devient en 1767 la Compagnie des Cristalleries de Saint Louis, reprise en 1989 par la maison Hermès et toujours en fonction de nos jours.

## Politique et administration

### Situation administrative

Situation de Saint-Louis-lès-Bitche (rouge) au sein du canton de Bitche (gris).

Du point de vue administratif, le village est un écart de Lemberg jusqu'en 1845, date de son érection en commune du canton de Bitche (46 communes pour près de 35 000 habitants depuis le redécoupage cantonal de 2014). Selon le principe de parité, deux conseillers départementaux - une femme, un homme - sont nécessairement issus des suffrages. À la suite des élections départementales des 22 et 29 mars 2015, les représentants auprès du conseil départemental de la Moselle sont Anne Mazuy-Harter (DVD) et David Suck (UDI), ancien vice-président du conseil général.
Depuis 1802, Saint-Louis est rattachée à l'arrondissement de Sarreguemines. La commune dépend de la cinquième circonscription de Moselle.

### Instances judiciaires et administratives
Dans le ressort de la Cour d'appel de Metz, Saint-Louis relève du tribunal de grande instance, du tribunal d'instance, du tribunal pour enfants et du bureau foncier de Sarreguemines, de la Cour d'Assises de Moselle, du tribunal administratif de Strasbourg et de la cour administrative d'appel de Nancy.
La commune se trouve dans la circonscription de gendarmerie de la communauté de brigades (COB) de Bitche.

### Intercommunalité

Situation de la C.C. du Pays de Bitche (rouge) au sein de la Moselle (gris).

Saint-Louis-lès-Bitche fait partie de la communauté de communes du Pays de Bitche (CCPB) qui regroupe en son sein trente-sept communes situées autour de Bitche. Depuis 2009, cette institution est présidée par Francis Vogt, conseiller municipal de Bitche. Le délégué de Saint-Louis pour cette structure intercommunale est le conseiller municipal et ancien maire Julien Schilt.
Parmi ses nombreuses compétences, la CCPB gère le gymnase et le plateau sportif du collège de Lemberg, le gymnase et le plateau sportif du collège Kieffer de Bitche, La piscine et la médiathèque Rocca de Bitche, le site du Simserhof au Légeret, le site verrier de Meisenthal, le musée du Sabotier de Soucht, le site du moulin d'Eschviller, la collecte des ordures ménagères, l’entretien des cours d’eau et le développement touristique. Le siège administratif et les bureaux de la CCPB se situent à Bitche, au 4 rue du Général Stuhl.

### Tendances politiques et résultats

#### Élections présidentielles
Lors du second tour de l'élection présidentielle de 2002, Jacques Chirac, RPR, élu, avait obtenu à Saint-Louis 79,95 % des suffrages et Jean-Marie Le Pen, FN, 20,05 % des suffrages ; le taux de participation était de 78,29 %.
Cinq ans plus tard, lors du second tour de l'élection présidentielle de 2007, Nicolas Sarkozy, UMP, élu, avait recueilli 49,71 % des suffrages et Ségolène Royal, PS, 50,29 % des suffrages ; le taux de participation était de 83,41 %.
Cinq ans plus tard, lors du second tour de l'élection présidentielle de 2012, François Hollande, PS, élu, avait recueilli 43,49 % des suffrages et Nicolas Sarkozy, UMP, 56,51 % des suffrages ; le taux de participation était de 77,60 %.

### Liste des maires
| Période                                  | Période      | Identité           | Étiquette | Qualité                |
| ---------------------------------------- | ------------ | ------------------ | --------- | ---------------------- |
| Les données manquantes sont à compléter. |              |                    |           |                        |
| mars 1995                                | mars 2008    | Julien Schilt      |           | Retraité salarié privé |
| mars 2008                                | octobre 2017 | Fabien Ledig       | PS        | Retraité salarié privé |
| octobre 2017                             | mai 2020     | Philippe Hennequin |           | Retraité salarié privé |
| mai 2020                                 | En cours     | Charles Schaeffer  |           | [ 39 ]                 |

### Budget et fiscalité 2023
En 2023, le budget de la commune était constitué ainsi :
- total des produits de fonctionnement : 487 000 €, soit 1 024 € par habitant ;
- total des charges de fonctionnement : 413 000 €, soit 868 € par habitant ;
- total des ressources d'investissement : 266 000 €, soit 559 € par habitant ;
- total des emplois d'investissement : 246 000 €, soit 516 € par habitant ;
- endettement : 262 000 €, soit 551 € par habitant.

Avec les taux de fiscalité suivants :
- taxe d'habitation : 12,61 % ;
- taxe foncière sur les propriétés bâties : 28,66 % ;
- taxe foncière sur les propriétés non bâties : 72,95 % ;
- taxe additionnelle à la taxe foncière sur les propriétés non bâties : 0,00 % ;
- cotisation foncière des entreprises : 0,00 %.

Chiffres clés Revenus et pauvreté des ménages en 2021 : médiane en 2021 du revenu disponible, par unité de consommation : 23 100 €.

## Population et société

### Démographie

#### Évolution démographique
L'évolution du nombre d'habitants est connue à travers les recensements de la population effectués dans la commune depuis 1861. Pour les communes de moins de 10 000 habitants, une enquête de recensement portant sur toute la population est réalisée tous les cinq ans, les populations de référence des années intermédiaires étant quant à elles estimées par interpolation ou extrapolation. Pour la commune, le premier recensement exhaustif entrant dans le cadre du nouveau dispositif a été réalisé en 2004.

En 2022, la commune comptait 463 habitants, en évolution de −7,21 % par rapport à 2016 (Moselle : +0,52 %, France hors Mayotte : +2,11 %).
| 1861 | 1866 | 1871 | 1875 | 1880 | 1885 | 1890 | 1895 | 1900 |
| ---- | ---- | ---- | ---- | ---- | ---- | ---- | ---- | ---- |
| 784  | 710  | 733  | 865  | 864  | 857  | 697  | 730  | 807  |

| 1905 | 1910 | 1921 | 1926 | 1931 | 1936 | 1946 | 1954 | 1962 |
| ---- | ---- | ---- | ---- | ---- | ---- | ---- | ---- | ---- |
| 882  | 878  | 805  | 829  | 936  | 864  | 811  | 782  | 743  |

| 1968 | 1975 | 1982 | 1990 | 1999 | 2004 | 2006 | 2009 | 2014 |
| ---- | ---- | ---- | ---- | ---- | ---- | ---- | ---- | ---- |
| 708  | 682  | 677  | 641  | 634  | 576  | 556  | 530  | 505  |

| 2019 | 2022 | - | - | - | - | - | - | - |
| ---- | ---- | - | - | - | - | - | - | - |
| 472  | 463  | - | - | - | - | - | - | - |

La population est restée relativement stable. Elle compte 727 habitants en 1852, 807 en 1900 et 677 au recensement de 1982.

### Enseignement
La commune de Saint-Louis-lès-Bitche est rattachée à l'académie de Nancy-Metz. Cette académie fait partie de la zone B pour son calendrier de vacances scolaires, et cela depuis le redécoupage des régions françaises de 2015. Avant, elle faisait partie de la zone A.
Le village, qui disposait autrefois de sa propre école, est regroupé depuis 2008 avec la commune voisine de Goetzenbruck,. Ses élèves vont ensuite au collège La Paraison de Lemberg. Pour poursuivre leurs études en lycée, ils se rendent principalement à Bitche ou à Sarreguemines.

### Santé
Professionnels et établissements de santé :
- Médecins à Soucht, Montbronn, Goetzenbruck, Lemberg, Enchenberg, Wingen-sur-Moder,
- Pharmacies à Goetzenbruck, Montbronn, Lemberg,
- Hôpitaux à Bitche, Ingwiller, Sarre-Union, Niederbronn-les-Bains.

### Médias

Le logo du Républicain lorrain.

Le Républicain lorrain est un quotidien régional d’information dont le siège social se situe à Metz. Dans son édition de Sarreguemines-Bitche, il consacre régulièrement des articles à l’actualité communale.
Dans le domaine des médias audiovisuels, trois chaînes de télévision sont accessibles aux habitants de Saint-Louis-lès-Bitche et relaient les informations locales : France 3 Lorraine, Mosaïk et TV Cristal. Parmi les nombreuses stations de radio disponibles, on peut citer Radio Studio 1 et Radio Mélodie, basées respectivement à Bitche et à Sarreguemines, ainsi que Radio Salü, radio de langue allemande basée à Sarrebruck.

### Cultes
- Culte catholique. Du point de vue spirituel, le village est succursale de la paroisse de Soucht jusqu'en 1802, puis de celle de Lemberg jusqu'en 1846, avant d'être érigé en paroisse de l'archiprêtré de Bitche. L'église, construite de 1897 à 1902 en grès rose, est un somptueux bâtiment de style néo-roman rhénan. Due à l'architecte Charles Winkler et financée par la famille du Coëtlosquet, propriétaire de l'usine, elle remplace l'ancienne chapelle des verriers, bénie en 1776 et devenue trop petite[3].
- Culte protestant, Paroisse de Bitche[51].

## Économie

### Entreprises et commerces

#### Agriculture
- Culture de fruits à pépins et à noyau.
- Exploitation forestière.

#### Tourisme
- Gîtes ruraux, à Bining, Petit-Réderching.
- Chambres d'hôtes à Rahling.

#### Commerces
- Commerces et services locaux à Saint-Louis-lès-Bitche, Soucht, Lemberg, Rohrbach-lès-Bitche, Bitche Le cadre de vie des Territoires
- Cristallerie Saint-Louis du groupe Hermès.
- Ancien moulin de Münzthal[52].

## Culture locale et patrimoine

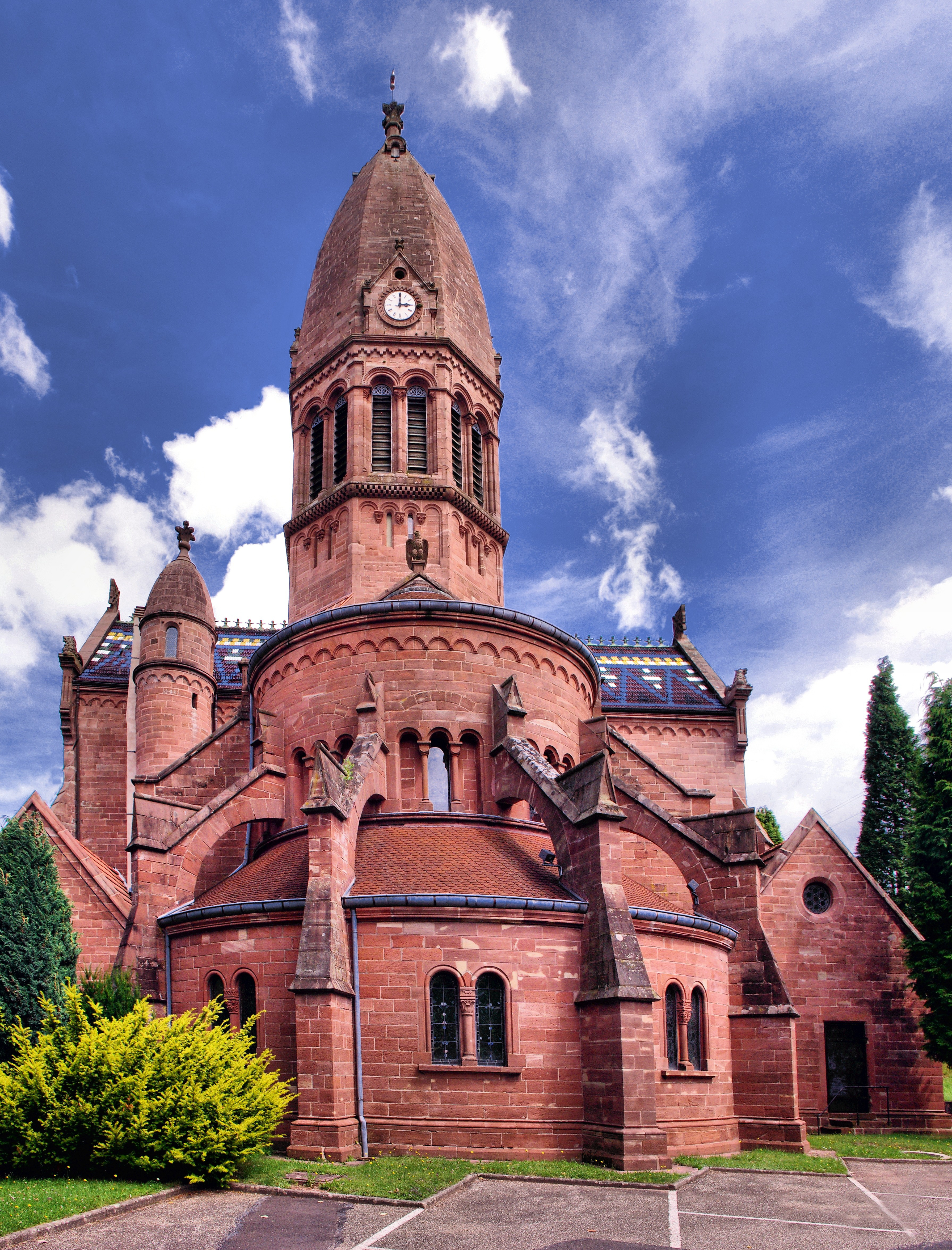
Église Saint-Louis.
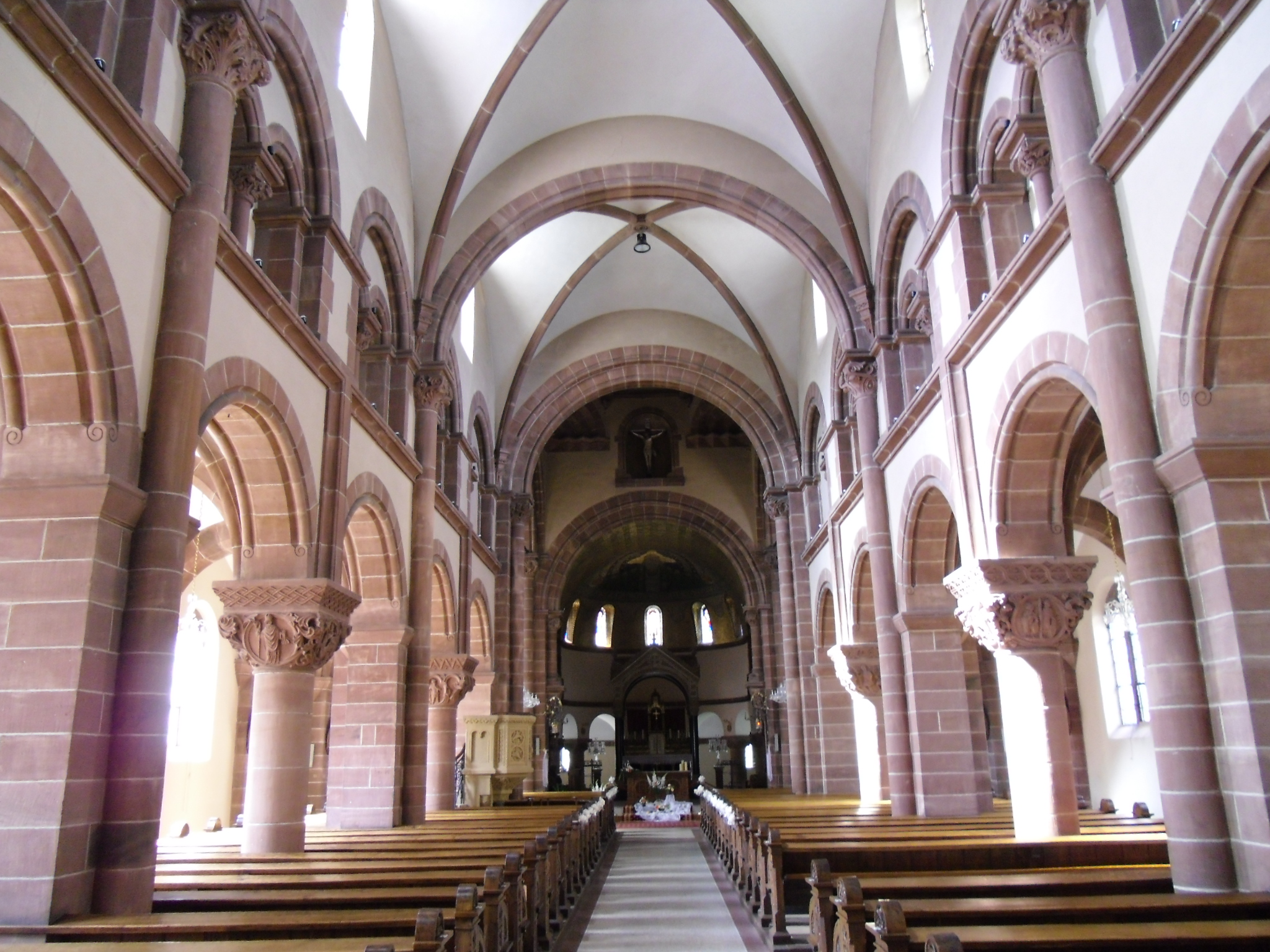
Intérieur de l'église.
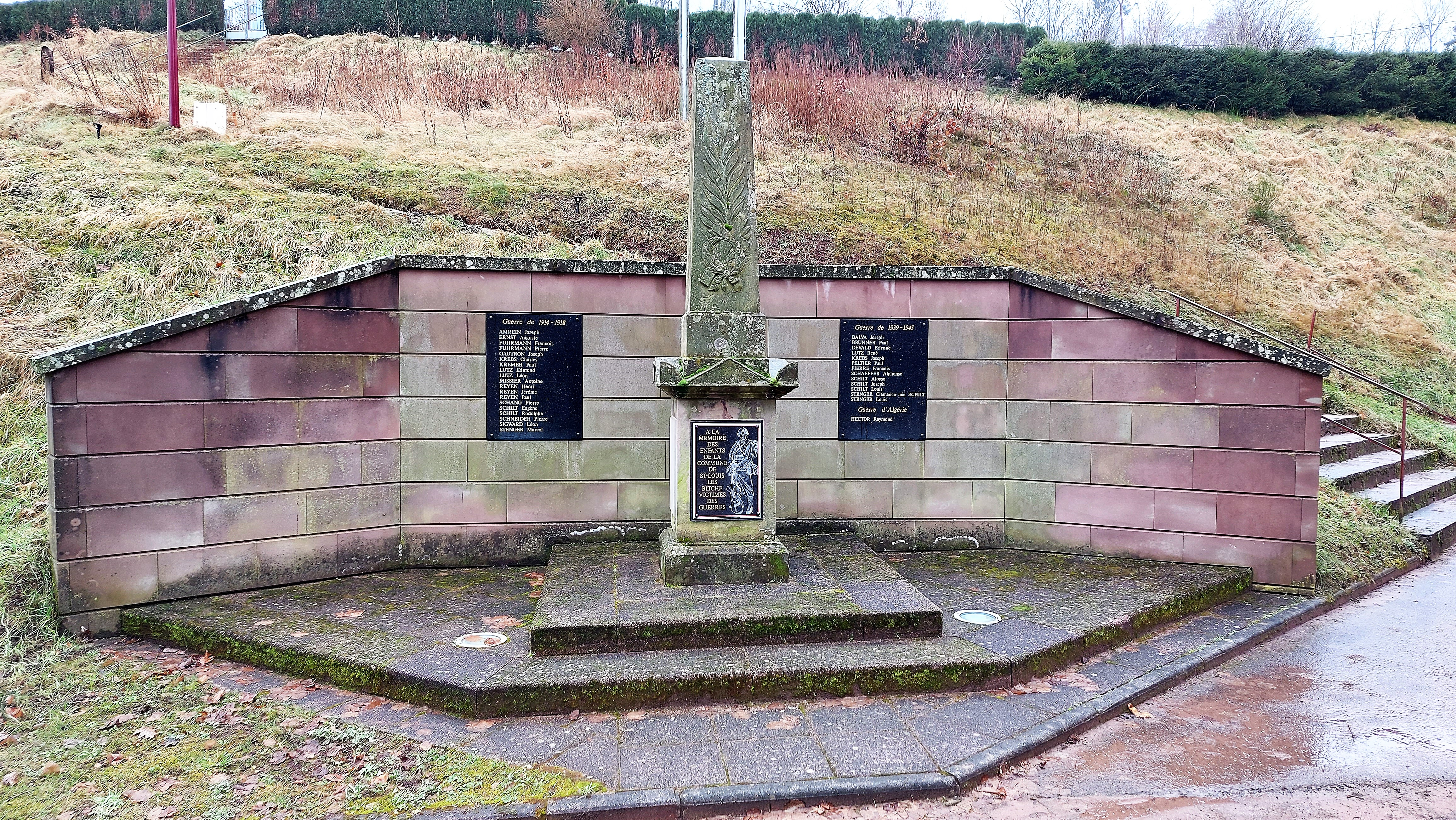
Monument aux morts de 1914-1918 et 1939-1945.
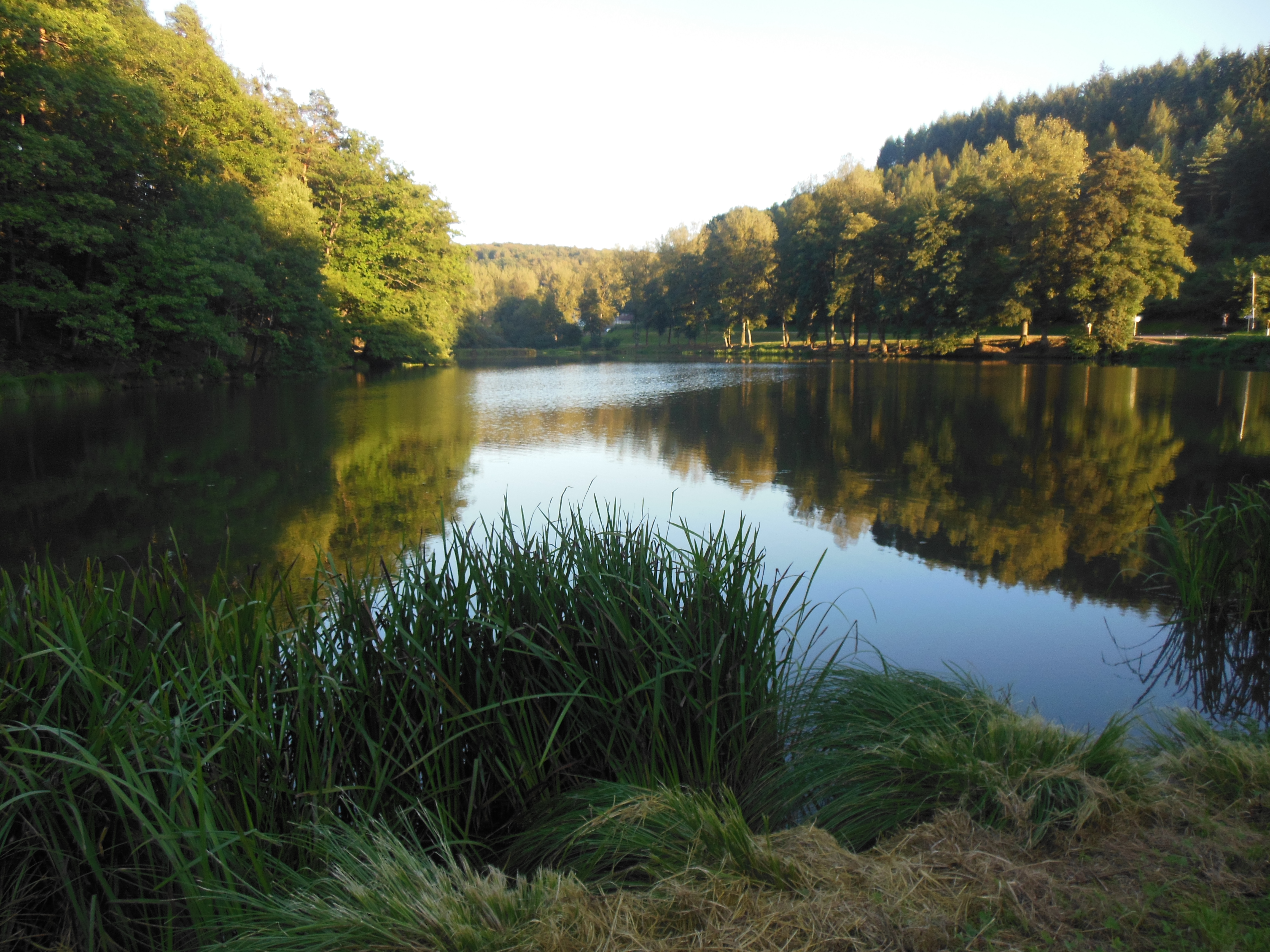
L'étang du moulin.
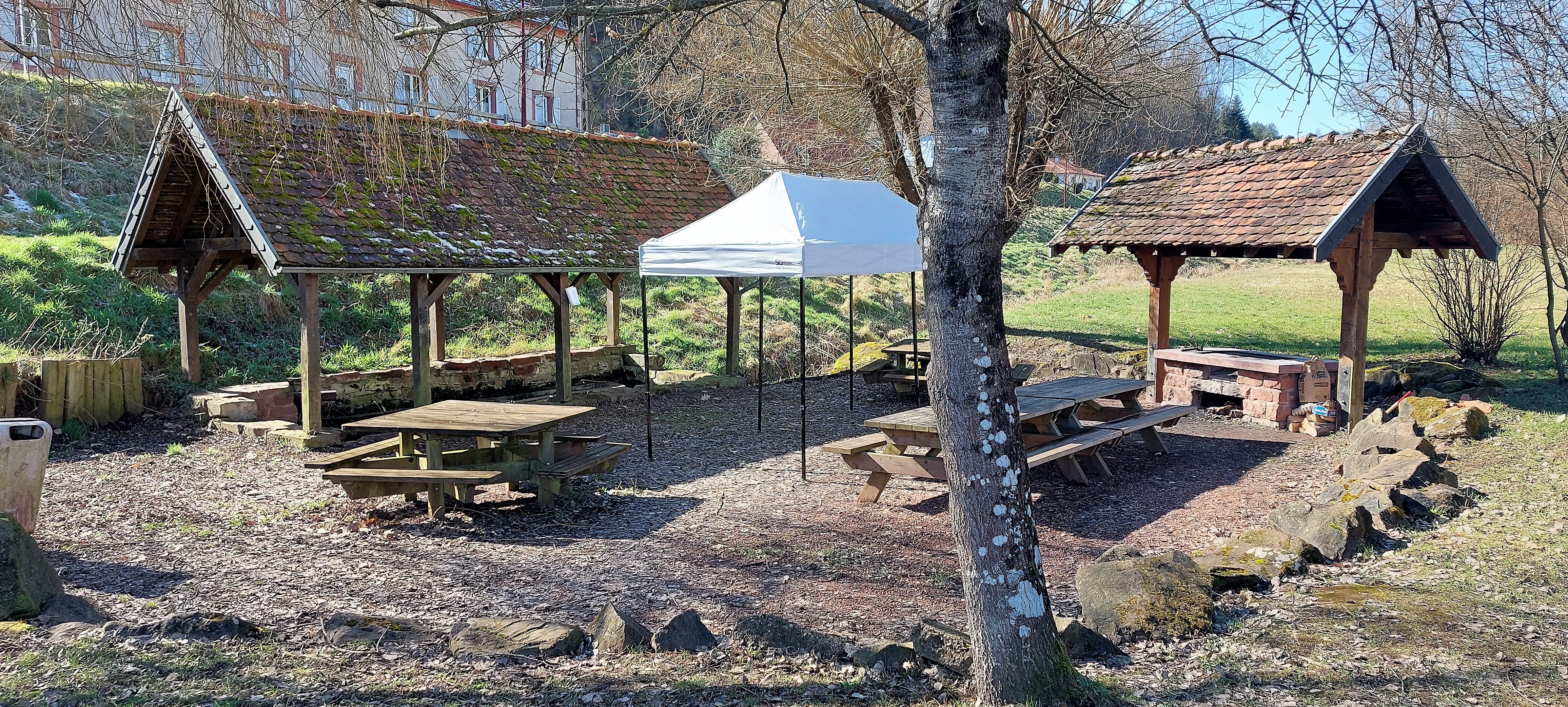
Lavoir du Hofterbrunne.
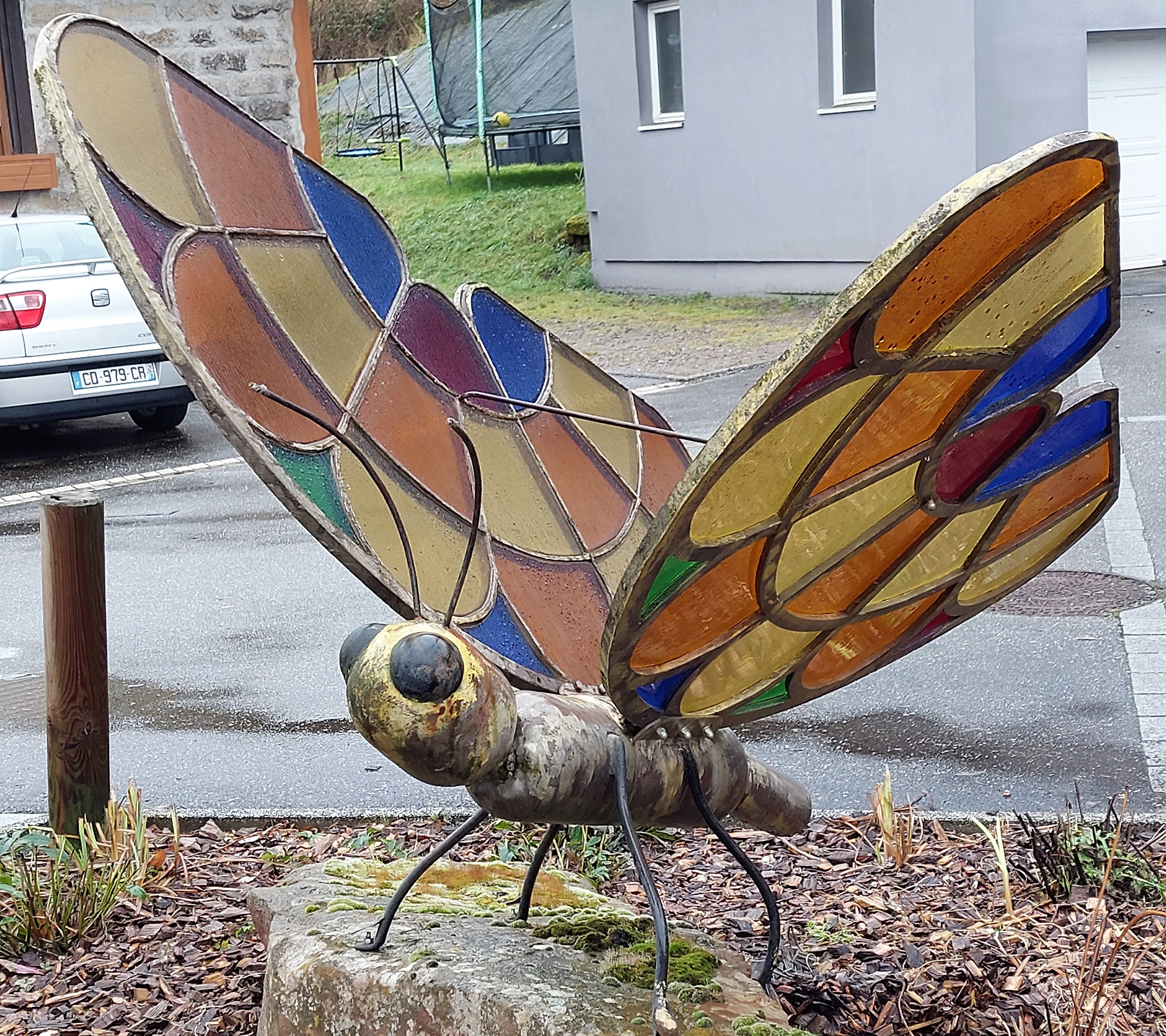
Papillon décoratif.
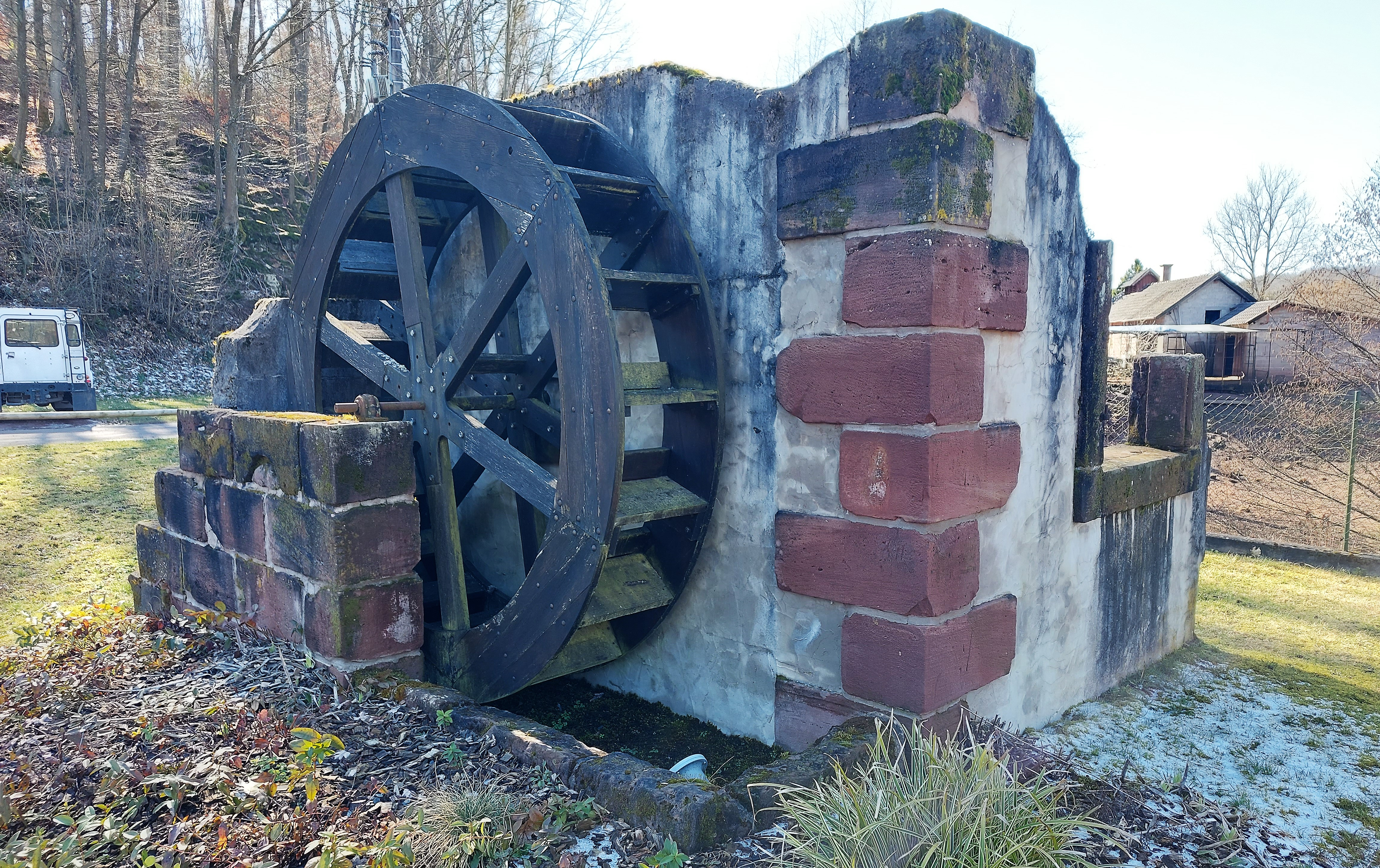
Roue de moulin décorative.

### Monuments et sites
- La cristallerie Saint-Louis[53], fondée 1586 et toujours en fonction de nos jours; elle peut être visitée et on peut y voir le travail des verriers et des tailleurs.
- Le bâtiment de la direction de l'usine est construit perpendiculairement à la rue principale, la rue de Coëtlosquet, du nom de l'un des directeurs à la fin du XIXe siècle. Il se dresse à l'entrée d'un grand parc et demeure inchangé par rapport à la représentation du tableau de Pingret faite en 1836. Seul un corps d'habitation lui a été adjoint dans le prolongement, du côté des jardins.
- Les chênes remarquables tels que le Gros Chêne (ou chêne Georgel), un chêne de la liberté.
- À quelques centaines de mètres à l'ouest du village, sur la route de Montbronn, le moulin de Münzthal, dont la création a été autorisée en 1727 sur le site de la verrerie du même nom, a cessé de tourner depuis bien des années. De l'autre côté de la route se trouve une maison installée au bord de l'un des étangs s'égrenant dans la vallée de l'Eichel et de ses affluents. Et tout autour, la forêt est visible à perte de vue, avec ses résineux et quelques feuillus, qui a été l'une des conditions favorables à l'implantation de la verrerie dans ce secteur.
- La fontaine du Coëtlosquet, érigée en pierre de taille dans la forêt par un ancien directeur des Cristalleries[3].
- Le lavoir du Hofterbrunne.
- Le Musée du Cristal : la Grande Place.

Deux papillons décoratifs.

### Patrimoine religieux
- L'église Saint-Louis[55], une des plus importantes églises en grès rose des Vosges du Nord[56]. Construite en 1897, elle surplombe la vallée[3].

L'Orgue de cœur.
- L'ancienne chapelle des verriers, bénie en 1776 située 300 m plus à l'est.
- Grotte de Lourdes[58],[59].
- Croix monumentales, Croix de chemin, Calvaires.
- Monument aux morts[60],[61].

### Patrimoine culturel

#### Dialecte
Sur le plan culturel, la seconde moitié du XXe siècle se caractérise par la diffusion de la langue française dans le village et plus largement dans l'ensemble de la population alsacienne et mosellane. Depuis le traumatisme de l'occupation nazie de 1940-1945, la langue allemande et le dialecte francique sont en net recul même si le canton de Bitche comptait encore 80 à 90 % de locuteurs du francique lorrain en 1962.
Dans les conversations en français de Moselle germanophone, outre les spécificités de l'accent francique lorrain (non distinction entre le p et le b, le ch et le j, le d et le t), la syntaxe est fréquemment bousculée par celle de l'allemand. Parmi les autres tendances lourdes figurent l'inversion entre le prénom et le nom (Muller Michel), l'usage fréquent d'abréviations pour les noms de localités ('Bronn, Ench', Goetz', Meis', Stras'), et l'emprunts de mots à la langue francique rhénane (Bix, Flammkuche, Schnaps, Scheslon, Kirb).

### Personnalités liées à la commune
- La famille du Coëtlosquet, directeurs des Cristalleries et à l'origine de la construction de l'imposante église Saint-Louis en 1897.

### Héraldique
| Blason de Saint-Louis-lès-Bitche | Blason  | D'azur aux lettres S et L entrelacées surmontées d'une couronne royale, entourées de la couronne d'épines, le tout d'or, au chef d'or au lion léopardée de gueules. |
| Blason de Saint-Louis-lès-Bitche | Détails | Le statut officiel du blason reste à déterminer. |

Les armes rappellent le comté de Bitche et la célèbre cristallerie.